# Suze Luger-van Beuge
Suze Luger-van Beuge, geboren Susanna Christina Marij van Beuge, (Nijmegen, 17 juli 1889 – Amsterdam, 10 november 1971) was een Nederlandse alt en mezzosopraan.
Ze was dochter van Adrianus Marinus van Beuge en Susanna Margaretha Marij Balsem. Overigens was opa Adrianus Marinus van Beuge pianist en muziekleraar en oom Simon van Beuge cellist. Zelf was ze tussen 1916 en 1927 getrouwd met dagbladschrijver Johan Luger, die onder meer in De Telegraaf publiceerde. Het huwelijk bleef kinderloos. Haar laatste levensjaren bracht ze door in flat 155 aan Weerdestein. Ze overleed in een Amsterdams ziekenhuis en werd gecremeerd.
De eerste muzieklessen kreeg ze van haar vader die naast componist, violist en dirigent ook directeur was van de Nijmeegse Muziekschool. Het was de bedoeling dat ze violist zou worden, zeker na een afronding van een studie daarvoor aan het Haags conservatorium van de Maatschappij tot Bevordering der Toonkunst. Na die studie wendde ze zich tot de zangkunst met leraren als Hendrik van Oort, Berthe Seroen en Aaltje Noordewier-Reddingius, in eerste instantie voorbestemd voor opera. Dat genre leidde echter een zieltogend bestaan in Nederland, dus werd ze concertzangeres. Haar debuut als zangeres volgde in 1919 en trad op in Nederland, België en Duitsland. Ze werd in Nederland beschouwd als een van de beste alten van haar tijd. Anton Averkamp vergeleek Suze Luger en Mia Peltenburg met het duo Noordewier en Pauline de Haan-Manifarges. Haar bekendheid dankte ze aan haar deelname in oratoria en passionen. Ze maakte enige tijd deel uit van het Nederlands Vocaal Kwartet, collegae waren Jo Vincent, Louis van Tulder en Willem Ravelli.
Suze Luger zong meer dan 125 keer met het Concertgebouworkest. Willem Mengelberg schakelde haar 31 keer in voor de Symfonie nr. 9 van Ludwig van Beethoven, tot aan 7 mei 1944 aan toe (vocaal kwartet is dan Corry Bijster, Luger, Van Tulder en Ravelli). Verdere spraakmakende zangpartijen gaf ze in het Requiem van Giuseppe Verdi en Das Lied von der Erde van Gustav Mahler. In 1933 zong ze mee tijdens de wereldpremière van de opera Halewijn van Willem Pijper.
Na haar actieve loopbaan was ze jaren lang hoofdlerares zang aan de Rotterdamse en Maastrichtse conservatoria. Piet Struijk.en Leo Ketelaars waren leerlingen van haar.
- International Standard Name Identifier: 0000 0003 6707 981X
- Library of Congress Control Number: no97018304
- Système universitaire de documentation: 17234803X
- Virtual International Authority File: 232551393
- WorldCat: E39PBJymt9KTc4PB7mf6qPDjG3